# Pitti Immagine
Die Pitti Immagine ist eine unter diesem Namen seit 1988 mehrmals jährlich für Fachpublikum ausgetragene Messeveranstaltung in Florenz mit Schwerpunkt Mode, deren Wurzeln bis in die 1950er Jahre zurückgehen. Die bedeutendste Veranstaltung ist die seit 1972 zweimal jährlich stattfindende Herrenmodemesse Pitti Uomo, seit 1988 genannt Pitti Immagine Uomo.

## Name
Der Name geht auf den florentinischen Palazzo Pitti zurück, in dem zwischen 1952 und 1982 die Modenschauen der anfangs noch lediglich als Pitti bezeichneten Veranstaltung abgehalten wurden.

## Geschichte
Am 12. Februar 1951 organisierte Markgraf Giovanni Battista Giorgini, ein wohlhabender toskanischer Geschäftsmann, in seiner Villa Torrigani in Florenz die erste Nachkriegsmodenschau für Damenmode Italiens für die internationale Presse. Heutzutage größtenteils vergessene Designer wie Fontana, Jole Veneziani, Fabiani, Simonetta, Germana Marucelli, Emilio Pucci, Noberasco, Carosa oder Schuberth präsentierten dort ihre Modelle. Dieses Datum gilt als Beginn der Erfolgsgeschichte der 'Made in Italy' Mode. 1952 wurde die Sala Bianca des Palazzo Pitti als Austragungsort der Modemesse auserkoren und damit der Name der Modemesse etabliert. 1954 wurde das Centro di Firenze per la moda italiana (CFMI) als Veranstalter der Messe gegründet. In den 1950er Jahren war Pitti die größte Modemesse Europas. 1963 wurde erstmals Herrenmode präsentiert. Spätestens ab den späten 1960er Jahren wanderten die Hersteller hochwertiger italienischer Designermode allerdings nach Rom oder Paris ab, wobei sich in Rom die Sparte der italienischen Alta Moda ansiedelte. Namen wie Gucci (mit Firmensitz in Florenz), Missoni, Valentino, Sarli, Roberto Cavalli oder Krizia uvm. waren einst bei der Pitti vertreten. Ab Ende der 1970er Jahre entwickelte sich zudem die Industriestadt Mailand zum Zentrum der italienischen Mode.
1972 wurde die erste Pitti Uomo Modenschau für Herrenmode in Florenz veranstaltet. 1975 kam mit Pitti Bimbo die Fachmesse für Kindermode hinzu, 1977 mit Pitti Filati eine eigene Stoffmesse, 1978 mit Pitti Casa eine Veranstaltung für Heimtextilien. Viel später, im Jahr 2004, kam mit Pitti Fragranze eine Parfüm-Messe hinzu. 1983 wurde das Centro Moda als Organisation für das operative Geschäft des CFMI gegründet. 1988 wurde die Messeveranstaltung offiziell in Pitti Immagine umbenannt. Das italienische Substantiv 'immagine' bedeutet so viel wie '(Ab-)Bild', 'Image'. Seit Anfang der 1980er Jahre werden die Pitti Immagine Messen hauptsächlich auf dem Gelände des Fortezza da Basso abgehalten.
Seit Ende der 1980er Jahre ist Mailand mit der Mailänder Modewoche Veranstaltungsort für die bedeutenden Modenschauen der italienischen Damenmode (bspw. Giorgio Armani, Bottega Veneta, Etro, Fendi, Gianfranco Ferré, Gucci, Max Mara, Moschino, Prada, Versace uvm.) sowie der internationalen Herrenmode (bspw. Alexander McQueen, Burberry, Calvin Klein, Dirk Bikkembergs, Dolce & Gabbana, Iceberg, Jil Sander, John Varvatos, Missoni, Moncler, Salvatore Ferragamo, Trussardi, Vivienne Westwood, Ermenegildo Zegna uvm.). Die dortigen Modewochen werden von der bereits 1958 etablierten Camera Nazionale della Moda organisiert. Bei der Pitti Immagine in Florenz verlieben internationale, aufstrebende Herrenmodemarken (siehe Abschnitt 'Aussteller'). Gelegentlich zeigen auch die großen Designer – zumeist als offiziell eingeladene Stargäste der Pitti, wie bspw. Jil Sander 2010 – ihre Herrenmode in Florenz. Einige etablierte Modemarken feierten auf der Pitti Uomo mit ihrer Herrenmode Premiere: Vivienne Westwood (1990), D&G (1994), Prada Sport (1997), Zegna Sport (1999). Die Messe versteht sich als wichtiger Präsentationsort für junge, bisweilen unkonventionelle Herrenmodelabels. Die Damenmode spielt in Florenz seither eine untergeordnete Rolle und wird im Rahmen der Pitti Immagine W (ehemals Pitti Donna) vorgestellt. Im Juni 2011 fand die Pitti Uomo 80, die achtzigste Veranstaltung dieser Art seit 1972, statt. Ebenso 2011 wurde e-Pitti lanciert, eine Online-Plattform, in der sich die Aussteller auch nach Ende der Messe im Internet präsentieren können.
Weltweit gelten die Mailänder Herrenmodewochen – zusammen mit der zeitlich kurz vorher stattfindenden Pitti Immagine Uomo in Florenz – vor den Standorten Paris, London oder New York als wichtigster Veranstaltungsort für die internationale Herrenmode.

## Pitti Immagine Uomo heute
Die Pitti Uomo findet jedes Jahr im Januar mit der Präsentation der Entwürfe für die Herbst/Winter-Saison des Folgejahres und im Juni für die Frühling/Sommer-Saison des Folgejahres statt. Im Sommer 2010 hieß die Pitti Immagine Uomo ca. 32.000 Besucher willkommen. Im Winter 2011 wurden erstmals mehr als 1000 Modemarken gezählt. Der offizielle Gast-Designer im Juni 2011 war der US-Amerikaner Scott Sternberg mit seiner Modemarke Band of Outsiders. Im Januar 2012 war die Modemarke Valentino Gaststar, im Juni 2012 das wiederbelebte französische Modelabel Carven, das seit 2011 auch eine Herrenkollektion anbietet.

### Messe-Termine
- Bitte ergänzen
- 11.–14. Januar 2011
- 14.–17. Juni 2011
- 10.–13. Januar 2012
- 19.–22. Juni 2012
- 8.–11. Januar 2013
- 13.–16. Januar 2014
- Bitte ergänzen
- 10.–13. Januar 2023

## Aussteller
Ausgewählte Herrenmode-Aussteller auf der Pitti Immagine Uomo 80 im Juni 2011:
A. Testoni, Allegri, Annapurna, Azzaro, Ballantyne, Band of Outsiders, Barbour, Boss Selection, Brunello Cucinelli, bugatti, Burlington, C.P. Company, Car Shoe, 18CRR81, Church's, Closed, Converse All Star, Cruciani, Daniele Alessandrini, Desigual, Dockers, Dr. Martens, Eduard Dressler, Eastpak, Edwin Jeans, Engineered Garments, Façonnable, Nicole Farhi, Filson, Firetrap, Florsheim, Fratelli Rossetti, Fred Perry, G-Star, Gant, Gilded Age, Gitman Bros., Edward Green, Hackett London, Helly Hansen, Henri Lloyd, Isaia, Jack & Jones, Jack Spade, John Smedley, Kiton, La Martina, Lacoste, Lagerfeld, Le Coq Sportif, Lorenzini, Luciano Barbera, Ludwig Reiter, Mason's, MCS Marlboro Classics, Murphy & Nye, Naked Ape, New Balance, North Sails, Nudie Jeans, Onitsuka Tiger, Palladium, Paraboot, Paul Frank, Pringle of Scotland, Regent, Roy Robson, Scotch & Soda, Sperry Top-Spider, Superdry, Tretorn, Victorinox, Woolrich, YMC You must create, Yves Saint Laurent.

## Weitere Modemessen
- Mailänder Modewoche
- New York Fashion Week